# Gedung Menung
Gedung Menung is een bestuurslaag in het regentschap Kaur van de provincie Bengkulu, Indonesië. Gedung Menung telt 294 inwoners (volkstelling 2010).